# Kim Won-il
Dans ce nom coréen, le nom de famille, Kim, précède le nom personnel.
Pour les articles homonymes, voir Kim.
Kim Weon-il (en hangeul : 김원일) est un écrivain sud-coréen né le 15 mars 1942. 

## Biographie
Kim Weon-il est né le 15 mars 1942 à Gimhae, dans la province de Gyeongsang du Sud. Il n'était encore qu'un enfant quand son père, un militant communiste, s'engagea pour la Corée du Nord durant la Guerre de Corée. Son père a ainsi laissé derrière lui en Corée du Sud dans la pauvreté et la suspicion son épouse et ses quatre enfants . Le futur écrivain fréquente d'abord un lycée agricole et suit des études en art à l'université Yeungnam avant de mener à bien un master en littérature coréenne à l'université Dankook. 
Il fait ses débuts de romancier en 1966 avec la nouvelle, Algérie, 1961, pour laquelle il remporte le prix littéraire organisé par le quotidien local de Daegu Mae-il sinmun. L'année suivante, sa nouvelle Festival d'ombres (Eodum-eui chukje) est sélectionnée pour être publiée dans la revue Littérature contemporaine (Hyundae Munhak). 
En 2013, il travaille au département d'écriture créative de l'université Suncheon avec le poète sud-coréen Kwak Jae-gu.

## Œuvre
Les premières nouvelles de Kim sont centrées sur les traumatismes qu'il a vécus durant son enfance. Il publie son premier recueil en 1973, Une âme faite d'obscurité (Eodumui hon), recueil pour lequel il remporte le Prix de littérature contemporaine (Hyundae Munhak). Il publie son premier roman, intitulé Embrasement du ciel (No-eul) en 1978. 
C'est un auteur représentatif de « la littérature du peuple », une littérature où les auteurs dépeignent un monde où toutes les tragédies de la Corée résultent de la partition de la nation par les puissances étrangères après la Libération (1945) ; une littérature qui affirme que sans la séparation en deux il n'y aurait pas eu ces dictatures, cette lutte idéologique entre le sud et le nord, ces familles séparées etc. Ainsi, dans les années 1980, beaucoup d'auteurs coréens se sont focalisés sur la séparation et ses conséquences : c'est ce que l'on nomme « La littérature de la division », dont Kim Won-il en est un des auteurs phares.

### Romans
- 푸른 혼 L'âme bleue (2005)
- 슬픈 시간의 기억 Souvenirs des temps tristes (2001)
- 히로시마의 불꽃 Flammes d'Hiroshima (2002)
- 가족 La famille (Tome I, II, 2000)
- 사랑아, 길을 묻는다 Amour, je te demande la route (1998)
- 불의 제전 Festival des feux, 7 tomes (1997)
- 아우라지로 가는 길 Sur la route d'Aurasi, 2 tomes (1996)
- 마당깊은 집 La maison avec un grand jardin (1988)
- 깊은 골 큰 산 Vallée profonde et haute montagne (1987)
- 겨울골짜기 Une vallée en hiver, 2 tomes (1987)
- 바람과 강 Le vent et le fleuve (1985)
- 어둠의 사슬 Une chaîne d'obscurité (1980)
- 노을 Crépuscules (1978)
- 어둠의 축제 Festival d'ombres (1975)
- 어둠의 혼 Une âme faite d'obscurité (1967)

## Distinctions
- 1975 : Prix de littérature contemporaine (Hyundae Munhak)
- 1979 : Prix littéraire du président de la République de Corée du Sud
- 1979 : Prix littéraire de Création décerné par Hankook Ilbo
- 1983 : Prix Dong-in
- 1990 : Prix Yi Sang
- 2002 : Prix Hwang Sun-won pour 손풍금
- 2009 : Prix Han Moo-sook[3]